# Bolingbrook, Illinois
Bolingbrook là một làng thuộc quận Will, tiểu bang Illinois, Hoa Kỳ. Năm 2010, dân số của làng này là 73366 người.

## Dân số
Dân số qua các năm:
- Năm 2000: 56321 người.
- Năm 2010: 73366 người.